# 北号作戦
北号作戦（ほくごうさくせん）は、太平洋戦争末期、フィリピンの戦いで敗れた大日本帝国海軍が、東南アジアに取り残されていた残存艦艇を日本本土に脱出させた輸送作戦である。日本軍のシーレーンが崩壊する中、この作戦に参加した艦艇6隻に燃料と重要資源を搭載、輸送船やタンカーの代替とした。

## 概要
北号作戦は、1945年（昭和20年）2月10日から20日にかけて行われた日本軍の撤収、及び輸送作戦である。
制海権・制空権の喪失によりシンガポール周辺で孤立していた艦艇のうち、第四航空戦隊（日向、伊勢、大淀）と第二水雷戦隊の駆逐艦3隻（霞、朝霜、初霜）を、重要物資の輸送を兼ねて日本本土へ帰投させた。
日本海軍の歴史において成功を収めた事実上最後の作戦。
作戦名は、同時期に一般輸送船により行われていた資源強行輸送の「南号作戦」（1月25日から3月9日）に対応して連合艦隊が命名したものである。また指揮官松田千秋第四航空戦隊司令官により「任務完遂」を意味する完部隊と命名されていた。
北号作戦実施の半月前、南シナ海において本作戦と同様の航路を取ったヒ86船団は、アメリカ海軍の機動部隊に捕捉されて壊滅的損害を受けていた。極めて危険な作戦で最悪は部隊の全滅も覚悟されていたが（後述）、損害を受けずに完全な成功を収めたことで、キスカ島撤退作戦と同様に「奇跡の作戦」などと評される。

## 背景
南シナ海における連合軍の通商破壊作戦の本格化によって、日本の軍需・民需輸送船の損害が増大し、南方からの資源輸送が極めて困難となっていた。またシンガポールに在泊していた水上戦力が日本本土と切り離され、これらの戦力が本土防衛に参加できず遊兵化する恐れがあった。そのため通常の輸送船やタンカーだけでなく、これらの高速・重武装の戦闘艦艇を用いて資源輸送や船団護衛を行い、かつ内地へ撤収させる必要に迫られた。
この時期になると日本軍の制空権や制海権は失われ、同時に連合軍の潜水艦や航空機は活発に行動しており、戦闘艦艇といえども安全な航海は望めない状況だった。
3ヶ月前の1944年（昭和19年）11月21日には戦艦金剛と駆逐艦浦風が、日本本土への帰還中に米潜水艦シーライオンIIに撃沈された。
12月3日、日本本土へ帰投中の戦艦榛名と空母隼鷹および護衛駆逐艦3隻（冬月、涼月、槇）が米潜水艦のウルフパックに襲われ、隼鷹と槇が大破した。同年12月13日にも、同じく日本本土に戻ろうとした重巡洋艦妙高が米潜水艦バーゴールの雷撃で大破し、帰国を断念していた。
12月19日には特攻兵器桜花をフィリピンへ輸送中の空母雲龍が、米潜水艦レッドフィッシュに撃沈された。
さらに潜水艦だけでなくアメリカ海軍機動部隊とイギリス海軍機動部隊も東シナ海や南シナ海での作戦を開始した。
1945年（昭和20年）1月上旬から中旬にかけてヒ86船団とヒ87船団が、第38任務部隊によって壊滅的被害を受けるに至った。（グラティテュード作戦）。
米機動部隊（第3艦隊）を率いるウィリアム・ハルゼー・ジュニア提督はレイテ沖海戦(エンガノ岬沖海戦)で取り逃がした小沢機動部隊の残存戦艦2隻（伊勢、日向）を撃沈しようと、個人的な闘志を燃やしていたのである。
また1月24日、英軍機動部隊は空母4隻（インドミタブル、インディファティガブル、イラストリアス、ヴィクトリアス）の艦上機多数（TBFアヴェンジャー 48機、F6Fヘルキャット 16機、F4Uコルセア 32機、ファイアフライ戦闘機 12機）により、スマトラ島パレンバンの石油精製施設を爆撃した。1月29日にも英空母艦上機によるパレンバン空襲があり、同製油所の能力は大幅に低下した。第二遊撃部隊が停泊するシンガポール近海のリンガ泊地も、英空母機による奇襲を受ける可能性があった。
2月1日、B-29爆撃機多数がシンガポールを爆撃し、日本側は5万トン浮きドックが破壊されるなどの損害を受けた。
同時期の日本海軍は、南西方面に残る艦艇・部隊の再編を実施していた。1945年(昭和20年）2月5日附で第五艦隊（司令長官志摩清英中将）および第二遊撃部隊は解隊される。
残存部隊（巡洋艦〈足柄、羽黒、大淀〉等、第四航空戦隊〈日向、伊勢〉、第二水雷戦隊）および第一南遣艦隊、第二南遣艦隊、第十三航空艦隊等を中核として、第十方面艦隊（司令長官福留繁中将、参謀長朝倉豊次少将）を新編した。

## 完部隊

### 作戦準備
大本営海軍部（軍令部）は1945年（昭和20年）2月4日、シンガポール方面の大型艦について今後の行動方針を示した。第四航空戦隊（伊勢、日向、大淀）は物資人員を搭載して内地帰投、重巡洋艦部隊（足柄、羽黒）はシンガポール方面に残り緊急輸送任務や敵水上艦隊迎撃等に投入、第二水雷戦隊（霞、朝霜、初霜）は、四航戦または船団を護衛して内地帰投、重巡2隻（高雄、妙高）は応急修理を実施して機会があれば内地帰投、艦体前部喪失・応急艦首装着の駆逐艦天津風は船団護衛に協力して内地帰投、というものである。
これらの方針は第五艦隊解隊と時を同じくして、関係部隊・各艦に内示された。
当初、連合艦隊司令部（司令長官豊田副武大将、参謀長草鹿龍之介中将）は、四航戦の内地回航に反対だったという。
2月6日、各隊・各艦はリンガ泊地を発ち、7日シンガポールに到着した。2月10日、大本営は四航戦と二水戦に対し、正式に内地帰投輸送作戦実施を下令する。これを受けて第十方面艦隊司令長官福留繁中将は同日以後の「完部隊」出撃を命じた。
参加艦艇は、第四航空戦隊（伊勢型戦艦〈日向、伊勢〉、軽巡洋艦〈大淀〉）、第二水雷戦隊（駆逐艦霞〔二水戦司令官古村啓蔵少将座乗〕、朝霜、初霜）で構成されていた。完部隊旗艦は日向で、四航戦司令官の松田千秋少将が指揮した。
前月から第五戦隊に編入されていた大淀は、北号作戦実施に際し第四航空戦隊に編入されている（2月10日附）。
だが「航空戦隊」とは名ばかりであった。航空戦艦2隻はカタパルトすら撤去しており、完部隊の搭載機は大淀の零式水上偵察機2機だけだった。そこで大淀搭載の水上偵察機や基地航空隊が「完部隊」の対潜哨戒を担当、また海南島から福州周辺を第1駆逐隊（野風、神風）、福州から内地を峯風型駆逐艦汐風が護衛するという計画が立てられる。
作戦前、「完部隊」司令官松田千秋少将および野村留吉日向艦長達は第十方面艦隊司令長官福留繁中将から「二度と諸君らに相見えることは無いだろう」と告げられていた。
前述のように、部隊はシンガポールにて、航空燃料用のガソリン・生ゴム・錫などの当時稀少な物資を目一杯積み込んだ。航空戦艦に改造されていたものの搭載機を持たなかった伊勢型戦艦2隻（日向、伊勢）では、艦後部の広大な飛行機格納庫が物資の主要積載場所となった。大淀は航空機格納庫（作戦司令部施設）を燃料庫に改造した。駆逐艦はもとより大淀や両戦艦も、甲板上にまで可燃性の高いガソリンを詰めたドラム缶多数が搭載されたため、たとえ軽微な攻撃であっても被弾すれば極めて危険な状態だった。軍令部は「半分の艦が日本本土に戻れれば上出来で、全滅の可能性もある」と予測したが「伊勢、日向、大淀は運が強いからどんな作戦でも成功する」とする意見もあった。

### 戦力
完部隊（指揮官：第四航空戦隊司令官松田千秋少将、海兵44期）
- 旗艦：日向（艦長：野村留吉少将、海兵46期）
- 第四航空戦隊（司令官：松田千秋少将）
  - ：日向、伊勢（艦長：中瀬泝少将、海兵45期）、大淀（艦長：牟田口格郎大佐、海兵44期）
- 第二水雷戦隊（司令官：古村啓蔵少将、海兵45期）
  - 旗艦：霞（駆逐艦長：山名寛雄中佐、海兵55期）
  - 第21駆逐隊（司令：石井汞中佐、海兵50期）：初霜（駆逐艦長：酒匂雅三少佐、海兵62期）、朝霜（駆逐艦長：杉原與四郎中佐、海兵57期）

搭載物資は以下の通りである。
日向（伊勢）はそれぞれ、航空揮発油ドラム缶4994個（5200個）、航空機揮発油タンク内100トン（〃トン）、普通揮発油ドラム缶326個（伊勢は搭載せず）、ゴム1750トン（〃トン）、錫820トン（1750トン）、タングステン144トン、水銀24トン、輸送人員油田開発技術員等440名（551名）。大淀は輸送人員159名、ゴム50トン、錫120トン、亜鉛40トン、タングステン20トン、水銀20トン、航空揮発油ドラム缶86個、航空機揮発油タンク内70トン。霞、朝霜、初霜はゴム・錫3隻合計140トン。

### 作戦行動
松田少将（四航戦司令官）によれば、燃料を少しでも節約するために艦隊速力を16ノットに抑えた。完部隊は1945年（昭和20年）2月10日夕刻、在泊艦艇に見送られシンガポールを出航した。完部隊が出撃すると島々から日の丸が振られ、乗組員はスパイを疑ったという。すでに戦闘機や哨戒機などの護衛や支援は望めない状況だった。完部隊はフィリピンのマニラ方面に突入すると見せかけたのち、北上して日本本土へ向かう。アメリカ軍は作戦を暗号解読で察知し、付近の自軍に迎撃命令を発していた。
途中何度かアメリカ陸軍航空隊機による空襲やアメリカ海軍の潜水艦（バーゴール、ブロワー、フラッシャー、バッショー等）による接触・攻撃を受けた。しかしいずれの攻撃も回避、または事前に撃退に成功した。2度にわたるアメリカ軍機による攻撃には、2度とも近隣に発生していたスコールに隠れて攻撃を回避することに成功した。
2月12日昼前、朝霜が米潜水艦（ブラックフィン）を発見して爆雷を投下した。
夕刻、大淀は水上偵察機1機（2号機）を射出。陸上基地からも九三六海軍航空隊や足柄搭載水上偵察機が対潜哨戒に従事した。大淀2号機は艦隊直掩を実施したのち、カムラン湾に向かった。大淀機はカムラン湾、海南島、厦門、基隆の水上機基地を利用しながら完部隊を追いかけて内地へむかった。
2月13日、ブラックフィンの報告を受けたアメリカ陸軍航空部隊はB-24重爆多数を投入したが、雲に覆われた完部隊を認識できず、あきらめて去った。また日向や霞のレーダーが水上目標を探知した。米潜水艦3隻（ブロワー、バーゴール、フラッシャー）が相次いで魚雷多数を発射するが、1本も命中しなかった。
伊勢は魚雷8本を発見し、回避に成功した。内1本を高角砲の射撃で爆破した。
夕刻、日向は米潜水艦バッショーに対し36cm主砲による砲撃を実施、効果はなかったがバッショーは潜航したため襲撃の機会を失った。
2月14日昼頃、天候が悪化する中で澎湖諸島馬公市からやってきた第1駆逐隊（野風、神風）が完部隊に合流する。悪天候のため、旧式の神風型駆逐艦や峯風型駆逐艦では速力18ノットの戦艦についてゆくのもやっとだった。
約1時間後、アメリカ軍大型爆撃機が数十機が飛来したが、悪天候のため完部隊を捕捉できず、あきらめて帰投した。夕刻、完部隊の前方に米軍第七艦隊が航行しているとの情報があり、大淀は水上偵察機1機（1号機）を射出した。だが誤報であった。
2月15日未明から朝にかけて完部隊は不審な影を発見、各艦は水上見張り用の二十二号レーダーを射撃用に用いる準備をしたが、二度とも中国民間のジャンク船団だった。
2月15日夜に馬祖島で仮泊、燃料補給を実施した（日向→霞〔船体接触、損傷軽微〕、伊勢→初霜、大淀→朝霜）。ここで完部隊は第1駆逐隊と分離した。台湾海峡を通過中に、既に落伍していたとも伝えられる。第1駆逐隊はシンガポールに向かった。
完部隊は日付変更と共に出発する。完部隊が同地出航の際、野風・神風らの代わりに第1駆逐隊が護衛として付けた駆逐艦汐風もまた、暗黒と悪天候のため完部隊からはぐれてしまった。
同時刻、支那方面艦隊所属の駆逐艦蓮が、北上する第四航空戦隊と遭遇した。感激した堀之内（蓮艦長）は四航戦からの誰何信号に「われ蓮、今より貴隊を護衛せんとす」と発信して右正横3000mに占位したが、悪天候下の樅型駆逐艦では戦艦の速力について行けず、蓮は30分程で後落したという。
2月16日夜から17日朝にかけて、完部隊は舟山島泊地に仮泊した。出港後、黄海を横断する。
18日夕刻から19日朝にかけて、朝鮮半島南岸で仮泊した。
同日夜には下関に到着、六連泊地で仮泊した。
翌2月20日午前10時、完部隊6隻（日向、伊勢、大淀、霞、初霜、朝霜）は呉に到着した。輸送作戦は完璧な成功を収めた。大淀偵察機2機も無事に母艦へ戻っている。艦艇研究家木俣滋郎によれば、完部隊（大淀）が回避した潜水艦は英米合計26隻におよぶという（戦史叢書54巻では、約10隻の潜水艦と遭遇とする）。

## 結果
本作戦時伊勢艦長だった中瀬泝少将は、戦後の『軍艦伊勢全国大会祭典』で述べた祭文中で「超へて昭和二十年二月の北号作戦は昭南より航空燃料を満載し敵の勢力下三,五〇〇海里を突破する危険極まりなき行動なりしを以て、中央に於ても十中八九その生還を期せざり由。」と語っている。このように連合艦隊司令部などの海軍上層部では失敗を予測していたが、完部隊がまったく損害を受けず全艦無事に帰還したことを知り、狂喜乱舞したとされる。連合艦隊司令長官豊田副武大将も「完部隊」の労苦を労った。松田少将も、軍令部の富岡定俊少将から感謝されたと回想している。本作戦は連合国軍にとっても意表を突かれた結果であり、戦後、松田少将がアメリカ海軍第七艦隊の参謀へ本作戦について訊ねたところ「いや、あれはすっかりやられた」という答えが返ってきたという。
しかしながら6隻の艦での輸送でありながら、物資の量としては中型貨物船1隻分に過ぎなかった。専用の輸送船ではない以上は仕方ないことであるが、この程度の量の物資の輸送に成功したことを狂喜せねばならないこと自体が、当時の日本の窮状を示していたと言える。